# Ibrahima Condé
Ibrahima Aminata Condé (5 febbraio 1998) è un calciatore guineano, difensore svincolato.

## Carriera

### Club
Ha giocato nella massima serie del campionato guineano con Ashanti Golden Boys e Horoya.

### Nazionale
Ha esordito con la nazionale guineana il 18 gennaio 2016 con cui ha disputato in totale sei partite tra amichevoli e partite di qualificazione ai maggiori tornei internazionali.